# Corsaire dunkerquois
Ne pas confondre avec le club de hockey sur glace de Dunkerque, les corsaires dunkerquois.

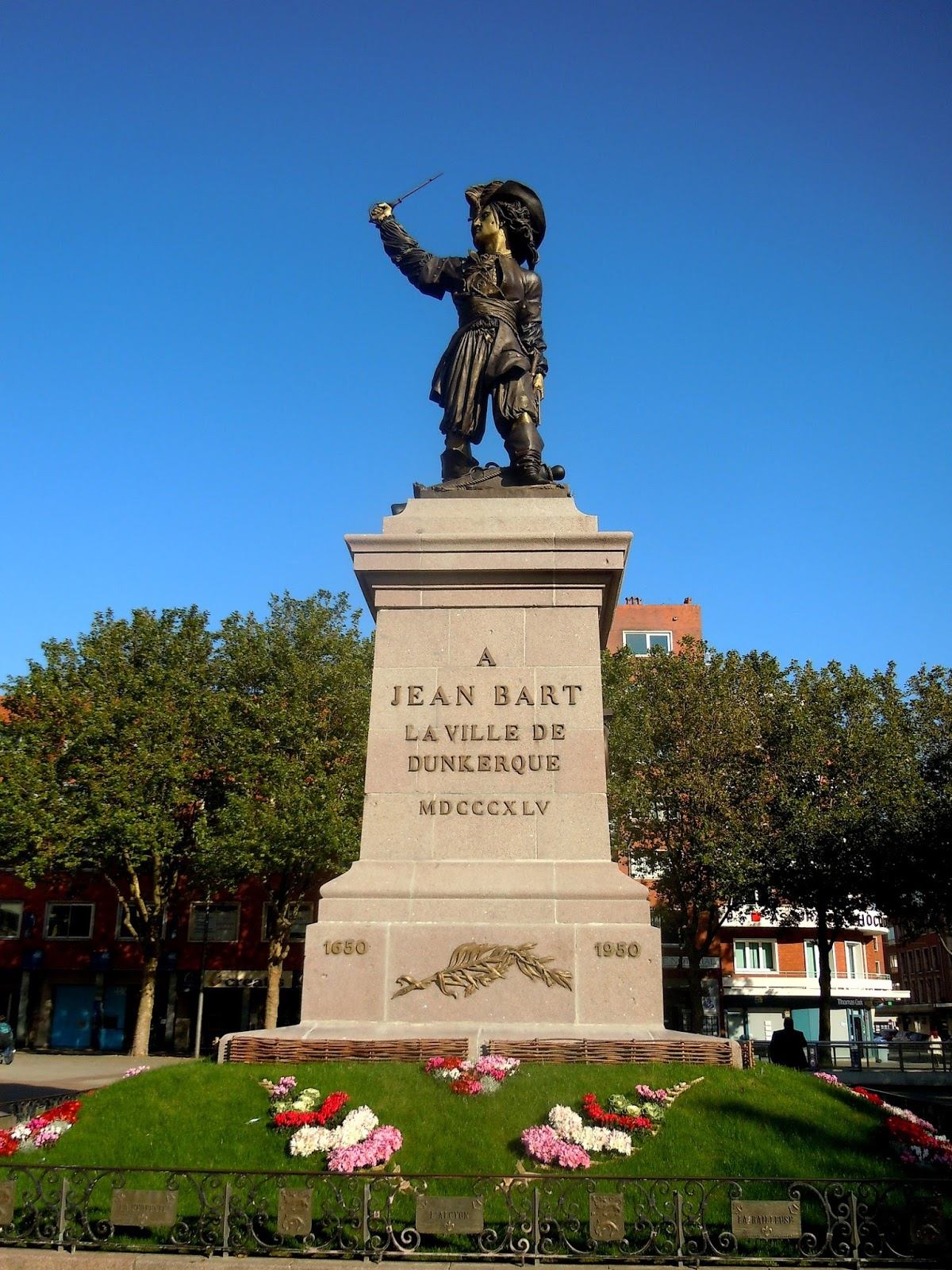
Statue de Jean Bart à Dunkerque

Les corsaires dunkerquois bénéficient d'un site idéal pour leur activité, Dunkerque étant un piège naturel situé à proximité de routes commerciales importantes. Les corsaires dunkerquois gagnent leurs lettres de noblesse au XVIe siècle, sous la domination espagnole. Ils naviguent ensuite pour la Hollande et enfin pour la France. Jean Bart en est la figure emblématique. Ils opèrent principalement en mer du Nord, mais peuvent à l'occasion voyager jusqu'en mer Baltique ou sur les côtes barbaresques. En revanche, ils sont peu présents dans l'activité flibustière au large des Amériques, cette activité étant au départ dirigée contre l'Espagne. Leurs relations avec les Provinces-Unies sont ambiguës, faites à la fois de proximité et d'hostilité. Leur activité cesse en 1713 avec le désarmement du port de Dunkerque prévu par le traité d'Utrecht.

## Entre histoire et légende, les naufrageurs

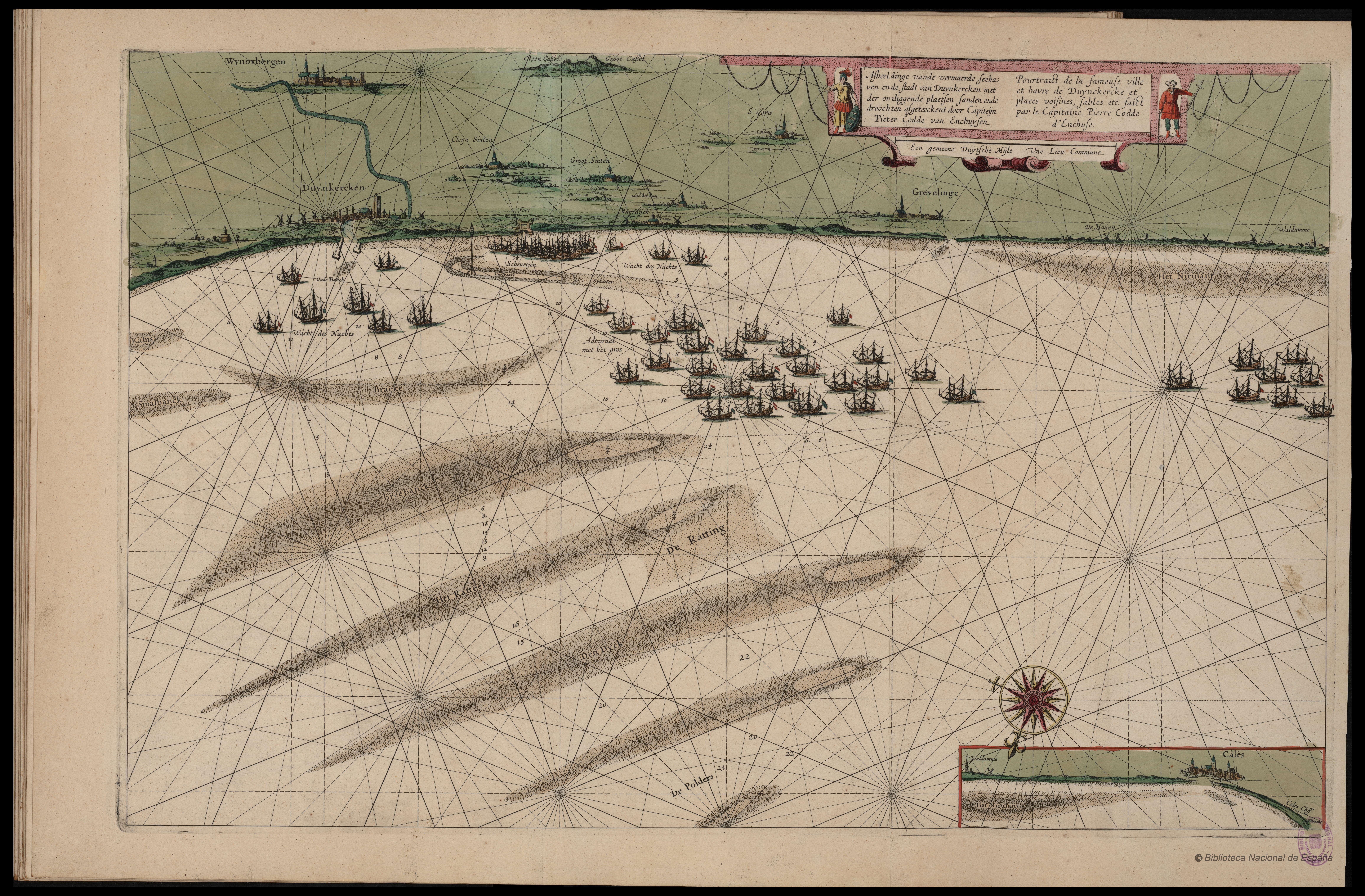
Carte marine de la zone devant Dunkerque avec les bancs de sable et les indications de la profondeur
1640, cartographes Blaeu, Amsterdam

Située au plus étroit de la mer du Nord, point de passage obligé pour les riches navires anglais ou hollandais, Dunkerque était destinée à la course par sa géographie. Il s'agit d'un piège naturel : on ne peut y entrer que par des chemins très précis (aujourd'hui indiqués par les balises), autrement on se heurte à de redoutables bancs de sable fossiles, durcis par le temps, tout à fait capables d'éventrer un navire.
L'histoire ou la légende veut que Dunkerque ait aussi été une cité de naufrageurs. L'on raconte que la tour du Leughenaer (en français : tour du menteur) aurait porté les feux qui attiraient les navires à leur perte. Les arguments ne manquent pas pour accorder un certain crédit à ce récit. Quand on le peut, il est moins risqué (et pas plus immoral, quoique pas moins) d'attirer un bateau dans un piège que de le prendre à l'abordage ; or, de par sa configuration, Dunkerque est un piège.
L'existence d'écumeurs tentant de se prévaloir de motifs patriotiques est très ancienne, comme en témoigne cet édit du 7 décembre 1400 pris par le roi de France Charles V : 
« Si aucun, de quelque estat qu'il soit, mettait sus aucun navire à ses propres dépens pour porter la guerre à nos ennemys, ce sera par le congé et consentement de nostre admiral ou de son lieutenant, lequel a, ou aura, au droict de son dict office, la cognoissance, jurisdiction, et punition de tous les faicts en la dicte mer et ses dépendances, criminellement et civilement. »
Être autorisé avant l'attaque ("congé et consentement"),  rendre compte après ("cognoissance, jurisdiction et punition") : les critères qui séparent la course de la piraterie sont déjà là, au moins dans l'esprit du roi, car les faire respecter sur le terrain est bien plus complexe que de rédiger un édit.

## Corsaires dunkerquois sous lettre de marque espagnole

### La domination espagnole en quelques dates
À la fin du Moyen Âge, les Pays-Bas, et Dunkerque en particulier, font partie de la Bourgogne de Charles le Téméraire. Au XVIe siècle, sa lointaine héritière est l'Espagne. 
Les Pays-Bas vont conquérir leur indépendance à la suite de la Guerre de Quatre-Vingts Ans (1568-1648). Cette période aboutit à une séparation dans les populations néerlandophones : les protestants du Nord créent les Provinces-Unies, d'où sont issus les Pays-Bas modernes. En revanche, au sud du pays, la Flandre catholique, dont fait partie Dunkerque, reste attachée à l'Espagne.
Lors de la guerre de Quatre-Vingts Ans, Dunkerque tombe aux mains des rebelles en 1577. Elle est reprise en 1583, pour le compte de l'Espagne, par Alexandre Farnese, duc de Parme.
Poste avancé du monde catholique au contact des terres protestantes, piège à bateaux naturel situé sur les plus grandes routes maritimes, Dunkerque attire toutes les convoitises et constitue un enjeu militaire toujours disputé entre l'Espagne, les Provinces-Unies, l'Angleterre et la France.
En 1600 les Pays-Bas envoient une armée pour conquérir la ville de Dunkerque et en finir une fois pour toutes avec ces "pirates". Alors qu'elle marche le long de la côte, l'armée hollandaise commandée par Maurice de Nassau rencontre l'armée espagnole d'Albert de Habsbourg. Bien que les Hollandais remportent la bataille de Nieuport, Maurice de Nassau fait demi tour. Pour ce coup-ci, Dunkerque est épargnée.
En 1621, la trêve de douze ans se termine, les Dunkirkers (c'est ainsi que les appellent les Anglais) deviennent une vraie menace pour toutes les expéditions vers les Pays-Bas, capturant chaque année en moyenne 229 bateaux de pêche et navires marchands, dont environ 60 britanniques. Parmi eux sévit Jacob Collaert.
En octobre 1646, les Français font le siège de Dunkerque et prennent la ville avec l'appui de la marine hollandaise. Les corsaires cessent alors leurs activités. 
L'année 1648 voit à la fois la fin de la Guerre de Quatre-Vingts Ans (guerre d'indépendance des Provinces-Unies contre l'Espagne) et de la Guerre de Trente Ans (guerre pan-européenne tendant à affaiblir l'empire des Habsbourg), deux guerres qui, à la fin, n'en faisaient qu'une. Les traités de Westphalie consacrent en particulier l'indépendance des Provinces-Unies.
Dunkerque cesse définitivement d'être espagnole en 1658 ; après une période chaotique, elle devient définitivement française en 1662.

### Les forces en présence: les Provinces-Unies protestantes
On ne peut présenter Dunkerque sous la domination espagnole sans parler de ces frères ennemis que sont les marins des Provinces-Unies ; ennemis par les choix politiques et religieux, sources d'un danger constant, ce sont aussi des parents, et parfois des enseignants, car on ne saurait mieux apprendre le métier que chez ces marins qui naviguent dans toutes les mers du monde.
Les Provinces-Unies constituent la partie nord et protestante des Pays-Bas espagnols d'alors, appelée à devenir les Pays-Bas au sens d'aujourd'hui ; elles arrachent leur indépendance à l'Espagne au cours de la Guerre de Quatre-Vingts Ans (1568-1648), appelée aussi Révolte des Gueux. Cette indépendance est reconnue internationalement en 1648 par les traités de Westphalie.
Ce terme de Gueux ne doit pas tromper. C'est une référence ironique à un de leurs adversaires, Charles de Berlaymont qui les avait traités de gueux. En réalité, il y avait aussi des riches et des nobles parmi les protestants. Le plus important est Guillaume Ier d'Orange-Nassau, considéré comme le père fondateur des Provinces-Unies. Même s'il ne faut pas le confondre avec son descendant et homonyme Guillaume III qui deviendra roi d'Angleterre, ce n'est, à coup sûr, pas un mendiant.
La révolte des Gueux comporte un important volet maritime mené par les Gueux de la mer, écumeurs protestants. 
S'agit-il vraiment de corsaires, ou plutôt de pirates, ou encore (ce mot sera inventé pour eux) de flibustiers ? Un corsaire agit sur lettre de marque délivrée par un État et se soumet à un contrôle sur ses prises, qui doivent avoir été enlevées sur un navire d'un pays ennemi en temps de guerre. Pas d'État, pas de lettre de marque authentique. Or, les Provinces-Unies ne sont pas un État avant 1648, date de la consécration internationale de leur indépendance par les Traités de Westphalie. En même temps, il peut être trop sévère de traiter de pirates tous les écumeurs hollandais ou zélandais. En réalité, dans cette Europe d'avant les Traités de Westphalie, toutes les frontières sont en recomposition, et la notion d'État souverain se discute, les armées fournissant l'essentiel de l'argumentaire.
Avant 1648, les lettres de marques délivrées sur le territoire de ce qui sera les Provinces-Unies sont émises par des acteurs comme Guillaume d'Orange, chef de guerre, ou par les grandes sociétés par actions qui arment en course, comme la Compagnie néerlandaise des Indes occidentales. Cette compagnie est basée à Middelbourg en Zélande et non dans quelque île exotique ; il s'agit d'une des premières sociétés capitalistes par actions ; elle possède ses propres vaisseaux, son propre territoire (qu'elle se taille en Amérique grâce à l'action de ses capitaines), bien plus vaste que celui des Provinces-Unies (dont elle est supposée dépendre), ses propres objectifs, parmi lesquels la course et le commerce des esclaves ne sont nullement dissimulés. 
C'est donc le même acteur qui arme en course et qui délivre la lettre de marque ; le contrôle de la limite entre course et piraterie devient pure simulation. 
De telles lettres de marque ne protégeaient évidemment pas leur titulaire contre une accusation de piraterie en cas de capture par les Espagnols. Elles pouvaient cependant avoir un certain effet protecteur (sans automatisme) en cas de capture par un autre pays, car le démantèlement de l'empire colonial espagnol aux Amériques était recherché par toutes les puissances européennes, qui avaient tendance à s'allier contre l'Espagne dans cette zone géographique, ce qui entraînait une tendance à reconnaître de facto les Provinces-Unies comme acteur indépendant.
On assiste à la naissance du personnage du flibustier, mi-corsaire mi-pirate. S'il attaque des galions dans les eaux américaines, le cœur du système est en Europe. Les Provinces-Unies tiennent le premier rôle dans les débuts de la flibuste, avec l'objectif politique de détruire l'empire colonial espagnol ; les installations durables de colonies de peuplement européennes dans ces eaux sont difficiles et tardives, et les flibustiers qui attaquent les galions chargés d'or partent plus souvent de Zélande que de l'île de la Tortue. 
Tels sont les voisins immédiats des corsaires de Dunkerque : les créateurs d'une machine de guerre maritime totale dont les objectifs sont à la fois politiques (car le cadre est celui d'une guerre séparatiste et d'une guerre de religion, et l'ensemble est animé par ces hommes d'État que sont les stathouders Guillaume d'Orange) et économiques (car certains des acteurs les plus en pointe sont des grandes sociétés par action et des écumeurs cherchant le profit).

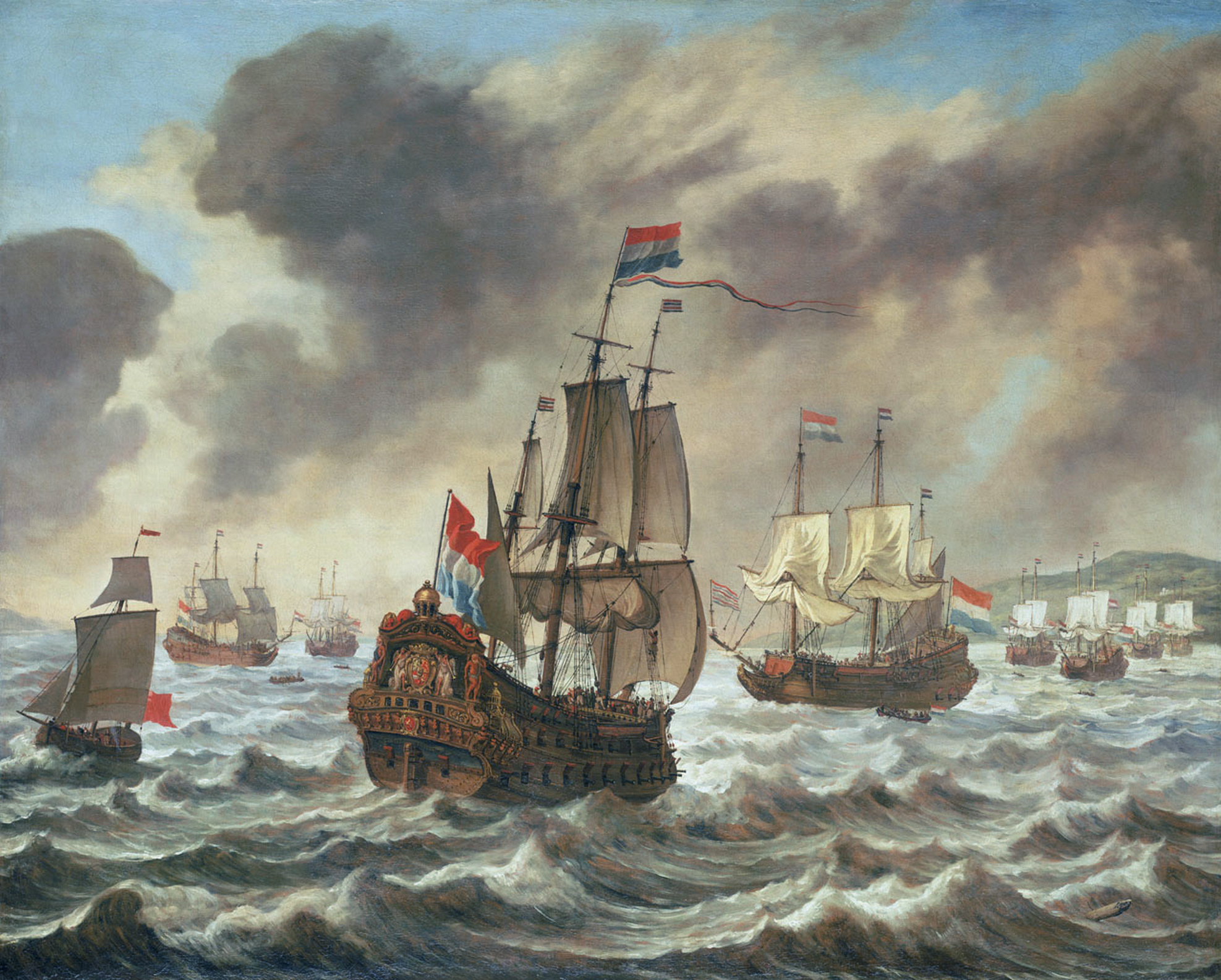
Avant la Bataille des Downs par Reinier Nooms

La liberté d'action des écumeurs hollandais augmente encore quand la puissance maritime espagnole est détruite par les Hollandais lors de la désastreuse Bataille des Downs, le 31 octobre 1639. Cette destruction incite Anglais et Hollandais (bien que ces derniers, avant 1648, soient encore juridiquement espagnols) à tenter de s'emparer des possessions coloniales ibériques en Amérique, ce qui passe par une recrudescence de la piraterie aux Antilles. 
Avec les écumeurs hollandais, nous sommes au cœur de l'immense système de course, piraterie ou flibuste, tel qu'il sévira aux XVIe siècle et XVIIe siècle. Il s'agit d'un système mondial. Quelques anecdotes biographiques en montreront la dimension :
- Salomo de Veenboer alias Suleyman Raïs (15.. - 1620) ; bien qu'il soit mort 28 ans avant l'indépendance des Provinces-Unies, il commence sous lettre de marque "hollandaise", mais finit pirate à Alger tout en conservant un certain "patriotisme", du moins c'est ce qu'il dit quand il cherche à rentrer en grâce auprès de son pays. Il fait hisser le pavillon "hollandais" quand le navire attaqué est espagnol, et évite de trop maltraiter ses prisonniers lorsque ceux-ci sont hollandais. Son compatriote Jan Janszoon, de Haarlem, commence aussi sous lettre de marque "hollandaise", mais opère ensuite à partir d'Alger et de Salé (Maroc) et se convertit à l'Islam, ce qui lui permet, au passage, de prendre une deuxième femme.
- Piet Hein (1577 - 1629) est, en 1623, vice-amiral au service de la compagnie des Indes Occidentales ne se contente pas d'attaquer des galions, mais prend aussi des villes, comme Bahia (Brésil), puis il passe sous lettre de marque de Guillaume d'Orange en 1629 et prend part au blocus de Dunkerque.

Ces exemples nous montrent qu'il n'y a pas un monde d'écart entre les flibustiers des Antilles, ceux de la mer du Nord et ceux qui pratiquent le corso en terre barbaresque.

### Les forces en présence: la Flandre espagnole et catholique
Les corsaires dunkerquois (nl: Duinkerker kapers), opéraient le long des côtes flamandes, à partir de Dunkerque pour le compte d'armateurs privés au service de l'Espagne pendant la Guerre de Quatre-Vingts Ans. C'est cette période qui va donner ses lettres de noblesse à la course dunkerquoise.
En dépit d'un blocus constant du port de Dunkerque de la part des vaisseaux de guerre hollandais, les corsaires parviennent souvent à forcer le passage et continuent d'affecter les activités navales des Hollandais. Ceux-ci répliquent en déclarant en 1587 que les câpres dunkerquois seraient dorénavant traités comme des pirates. Leurs capitaines doivent prêter serment de passer au fil de l'épée ou de jeter à la mer tous leurs prisonniers. Mais cet ordre particulièrement sévère demeure très impopulaire parmi les équipages hollandais, car bon nombre de leurs frères ou parents servent également sur les navires dunkerquois. Aussi se contentent-il parfois de déposer les marins qu'ils capturent sur les bancs de sable le long de la côte flamande, là où l'eau peu profonde leur laisse une chance de patauger jusqu'au littoral. 
Les Dunkerquois utilisent un type de navire léger et très manœuvrable, la frégate, dont le faible tirant d'eau, leur permet de franchir les bancs de sable, là où les lourds navires de guerre s'échouent. Ils échappent ainsi souvent à leur poursuivants.
Dunkerque se trouve alors dans une situation économique difficile, empêchée de vivre de la pêche car le rançonnage des pêcheurs est, tout autant que l'attaque des galions espagnols chargés d'or, une activité des Gueux de la Mer. Le souhait de l'Espagne de développer l'activité corsaire est donc fort bien venue et sauve plus d'un marin du chômage.
Les corsaires coopèrent étroitement avec la marine régulière espagnole et participent à la bataille des Downs. Les grandes familles corsaires, comme les Bart, Weuss ou Bommelaer, ont des liens familiaux avec des amiraux espagnols ou travaillant pour l'Espagne, comme Michel Jacobsen. De 1633 à 1637, le corsaire Jacob Collaert est vice-amiral de la flotte corsaire de Dunkerque. Il passe amiral en 1638 et soumet aux autorités espagnoles un plan de restructuration du port de Dunkerque qui ne sera pas réalisé faute de fonds.
La Manche et la mer du Nord constituent le tout premier théâtre d'opération des corsaires dunkerquois. L'Espagne attend d'eux, avant-tout, que ce secteur soit tenu.
Bien qu'ils opèrent souvent dans et autour de la Manche, les intrépides Dunkerquois poussent parfois près des côtes danoises et allemandes pour arraisonner les navires revenant de la Baltique. Ils envoient des navires en Espagne et en Méditerranée, coopérant étroitement avec la marine espagnole, comme à la bataille des Downs. 
En revanche, les corsaires dunkerquois sont moins présents que d'autres parmi les flibustiers des Antilles. Pour diverses raisons selon les époques. Avant 1658, étant donné que Dunkerque appartient à l'Espagne et que l'activité corsaire aux Iles est principalement anti-espagnole, il va de soi qu'ils n'ont rien à y faire. Et ensuite, ils sont également absents de cette grande page de l'histoire de la flibuste qu'est le XVIIIe siècle, car le Traité d'Utrecht a mis fin à leurs activités dès 1713. Si quelques Dunkerquois ont trouvé le chemin des îles, ce sera en petit nombre et peut-être aux moments où ils ont navigué pour "la Hollande" en toute discrétion.
Dunkerque cesse définitivement d'être espagnole le 25 juin 1658. C'est une grande page qui se tourne pour ses corsaires.

## Corsaires dunkerquois naviguant pour les Provinces Unies
Le 25 juin 1658, Dunkerque est espagnole le matin, française à midi et anglaise le soir. En effet, ce jour-là, Henri de La Tour d'Auvergne, vicomte de Turenne prend la ville aux Espagnols. C'est la bataille des Dunes. Le soir même, Louis XIV remet la ville à Oliver Cromwell, provisoirement son allié. Dunkerque est définitivement rattachée au royaume de France en 1662 après que Louis XIV l'eut rachetée à Charles II d'Angleterre qui a pris le trône d'Angleterre, deux ans plus tôt, mais qui a grand besoin d'argent pour s'y maintenir. 
À partir du moment, où ils ne sont plus espagnols, c'est pour les Provinces-Unies que les corsaires dunkerquois naviguent quand ils le peuvent. La question des rapports avec les Provinces-Unies est difficile mais importante. On sait que Jean Bart apprit son métier de marin auprès de Ruyter qui est originaire de Flessingue, principal port de départ de la Compagnie néerlandaise des Indes orientales. Middelbourg est un des principaux ports de départ de la Compagnie néerlandaise des Indes occidentales. L'on sait aussi que Nicolas Baeteman se disait "originaire de Zélande".
Il existe probablement d'autres exemples. Les Provinces-Unies sont proches de la Flandre par la communauté de langue et par les liens familiaux. Elles sont attractives par la légèreté des contrôles qu'elles exercent sur les prises. Elles offrent les meilleures occasions possible, pour un marin, d'apprendre son métier. Nulle part ailleurs il n'aura la même occasion d'apprendre sur toutes les mers du globe. Mais elles sont aussi "de l'autre bord" à tous égards, protestantes alors que Dunkerque est catholique. Sans compter que les pêcheurs flamands de Dunkerque et de sa région comptent parmi les premières victimes des Gueux de la mer.
Est-ce, de plus, trahir sa patrie que de naviguer pour la "Hollande" ? À l'époque où Dunkerque est espagnole, la réponse est oui, sans équivoque. Les Provinces-Unies se sont constituées d'abord contre l'Espagne, contre qui elles viennent de conquérir leur indépendance, contre cette Espagne qui est à l'origine, sinon de la course dunkerquoise, du moins de la caste des corsaires de haut niveau social, ceux qui cousinent avec les amiraux.
Ensuite, la réponse devient nuancée, car Dunkerque change souvent de nationalité, et les pays dont elle dépend (tour à tour Espagne, Angleterre, France), changent souvent d'alliances. 
De 1662 à 1672, Dunkerque est française, mais sans être en guerre avec les Provinces-Unies. Naviguer pour la "Hollande" est aussi compromettant que tentant. Ce n'est pas expressément interdit, puisqu'un corsaire n'est pas obligé de naviguer sous lettre de marque de son pays, il suffit de ne pas naviguer pour un pays ennemi. Les corsaires dunkerquois réussissent donc souvent à naviguer sous lettre de marque hollandaise ou zélandaise jusqu'en 1672, année où Louis XIV déclare la guerre aux Provinces-Unies.

## Corsaires dunkerquois sous lettre de marque française
À partir de 1672, sauf à assumer une rébellion ouverte, il faut bien naviguer sous lettre de marque française, malgré la difficulté d'accorder les points de vue sur la nature de la guerre de course et la distinction d'avec la piraterie.
Pour les capres dunkerquois, cousins des flibustiers hollandais, être corsaire plutôt que pirate, c'est être en possession d'une lettre de marque qui vaut (dans le meilleur des cas) assurance-vie en cas de capture. Ce n'est pas rendre des comptes à tout propos et assumer les délais et les frais d'un procès à chaque prise.
Pour les autorités françaises au contraire, la lettre de marque n'est pas tout. Le corsaire doit respecter des règles tout au long de son activité. Il ne doit attaquer que des navires de commerce d'un pays ennemi en temps de guerre. Sur ce point, il doit se prêter aux contrôles, c'est-à-dire soumettre des prises à la décision d'un "tribunal de prise" qui jugera si ces conditions ont été respectées. 
Un procès par navire capturé... on imagine les frais et les délais. Pour un corsaire dunkerquois, c'est démentiel. Il sait comment le système fonctionne chez ses cousins de Hollande. Il sait à quel point les contrôles peuvent être fictifs quand les autorités le veulent. 
En sens inverse, la puissance étatique rêve de transformer le corsaire en officier de marine, un officier de marine qu'elle n'aurait pas à payer mais qui attaquerait toute cible que l'autorité lui désignerait, qu'il y ait ou non possibilité de s'emparer d'une cargaison pour se rémunérer. C'est beaucoup demander.
Les intérêts ne convergent pas aisément, et le recours aux corsaires est toujours un pis-aller que les États cessent d'utiliser quand leur marine de guerre devient suffisante. L'étatisme français de Louis XIV n'a aucune sympathie spontanée pour ces pirates mal déguisés, et, au début, il les encourage peu, lettre de marque ou pas.
Les choses changent à partir de 1692 : le désastre de la Hougue a détruit une grande partie de la flotte française. Comme tous les États dépourvus d'une marine de guerre suffisante, la France prend conscience de ce que les corsaires peuvent lui apporter. En 1695, Sébastien Le Prestre de Vauban prend parti avec son célèbre Mémoire concernant la caprerie. Il convainc le roi de favoriser la course. Il y parvient d'autant mieux que l'année précédente est celle de la bataille du Texel.
La chambre de commerce de Dunkerque possède aussi sa propre escadre, sous le commandement de Cornil Saus, adjoint Nicolas Baeteman.
La bataille du Texel (1694) écarte un risque de famine. Jean Bart y est secondé par le chevalier Claude de Forbin. Cette victoire marque le début d'un immense respect du roi pour Jean Bart et, à travers lui, pour Dunkerque, qui se sent enfin française de cœur.
Quelques corsaires dunkerquois appartenant à la période française : Jean Bart, Cornil Saus, Nicolas Baeteman, Pierre-Edouard Plucket.

## Le traité d'Utrecht et la fin de la course à Dunkerque
L'Angleterre n'a de cesse d'être débarrassée de ce pistolet pointé vers le cœur de Londres que constitue Dunkerque. Elle obtient le désarmement du port en 1713 par le traité d'Utrecht. Les tentatives pour s'affranchir de ce traité échouent : c'est la fin des corsaires de Dunkerque et le début d'une grande misère.
Devenir pêcheur n'est pas chose simple, car pirates et corsaires continuent d'exister en mer du Nord, et de rançonner les pêcheurs.
Pour survivre, les Dunkerquois entreprennent la pêche "à Hytland",  c'est-à-dire la pêche en Islande, une autre grande épopée, mais surtout le dernier des métiers. Au début du 20e siècles encore, il était admis que, sur cent marins partis pour la pêche d'Islande.